# Diego Gavilán
Diego Antonio Gavilán Zarate (Asunción, 1980. március 1. –) paraguayi válogatott labdarúgó, edző.

## Pályafutása
A paraguayi válogatott színeiben részt vett a 2002-es és a 2006-os labdarúgó-világbajnokságon.